# Gadila senegalensis
Gadila senegalensis är en blötdjursart som först beskrevs av Étienne Alexandre Arnould Locard 1897.  Gadila senegalensis ingår i släktet Gadila och familjen Gadilidae. Inga underarter finns listade i Catalogue of Life.